# 이시오 리쿠토
이시오 리쿠토(일본어: 石尾 陸登, 2001년 8월 7일~)는 일본의 축구 선수이다.

## 구단 경력
그는 2024년 J2리그의 베갈타 센다이에 입단했다.